# Uber Cup 1998
Die 17. Auflage des Uber Cups, der Weltmeisterschaft für Damenmannschaften im Badminton, fand gemeinsam mit dem Thomas Cup 1998 vom 15. bis zum 24. Mai 1998 in Hongkong statt. Sieger wurde das Team aus China, welches im Endspiel gegen Indonesien mit 4:1 gewann.

## Qualifikationsrunde Sandefjord

### Vorrunde

#### Gruppe A
- Norwegen –  Belgien 5:0
- Norwegen –  Belarus 3:2
- Norwegen –  Tschechien 3:2
- Belarus –  Tschechien 5:0
- Belarus –  Belgien 5:0
- Tschechien –  Belgien 3:2

#### Gruppe B
- Ukraine –  Finnland 4:1
- Ukraine –  Lettland 5:0
- Ukraine –  Österreich 5:0
- Finnland –  Österreich 5:0
- Finnland –  Lettland 5:0
- Österreich –  Lettland 4:1

#### Gruppe C
- Wales –  Mexiko 5:0
- Wales –  Litauen 5:0
- Wales –  Zypern 5:0
- Litauen –  Zypern 3:2
- Litauen –  Mexiko 4:1
- Zypern –  Mexiko 5:0

#### Gruppe D
- Schweiz –  Peru 5:0
- Schweiz –  Armenien 5:0
- Schweiz –  Georgien 5:0
- Peru –  Georgien 5:0
- Peru –  Armenien 5:0
- Armenien –  Georgien 4:1

#### Gruppe E
- Polen –  Island 3:2
- Polen –  Südafrika 3:2
- Polen –  Estland 5:0
- Island –  Estland 4:1
- Island –  Südafrika 4:1
- Südafrika –  Estland 3:2

#### Gruppe F
- Irland –  Aserbaidschan 5:0
- Irland –  Spanien 5:0
- Irland –  Portugal 5:0
- Portugal –  Spanien 4:1
- Portugal –  Aserbaidschan 5:0
- Spanien –  Aserbaidschan 5:0

#### Gruppe G
- Vereinigte Staaten –  Kasachstan 3:2
- Vereinigte Staaten –  Slowenien 4:1
- Vereinigte Staaten –  Italien 3:2
- Italien –  Slowenien 3:2
- Italien –  Kasachstan 3:2
- Kasachstan –  Slowenien 3:2

### Halbfinalrunde

#### Gruppe W
- Dänemark –  Frankreich 5:0
- Dänemark –  Norwegen 5:0
- Dänemark –  Bulgarien 5:0
- Bulgarien –  Norwegen 3:2
- Bulgarien –  Frankreich 3:2
- Frankreich –  Norwegen 3:2

#### Gruppe X
- Niederlande –  Ukraine 5:0
- Niederlande –  Schweiz 5:0
- Niederlande –  Russland 3:2
- Ukraine –  Russland 3:2
- Ukraine –  Schweiz 4:1
- Russland –  Schweiz 5:0

#### Gruppe Y
- England –  Wales 4:1
- England –  Polen 5:0
- England –  Schottland 5:0
- Schottland –  Polen 4:1
- Schottland –  Wales 4:1
- Polen –  Wales 3:2

#### Gruppe Z
- Schweden –  Irland 5:0
- Schweden –  Vereinigte Staaten 5:0
- Schweden –  Deutschland 3:2
- Deutschland –  Vereinigte Staaten 4:1
- Deutschland –  Irland 5:0
- Irland –  Vereinigte Staaten 3:2

### Halbfinale
- Dänemark –  Niederlande 5:0
- England –  Schweden 3:2

### Spiel um Platz 3
- Niederlande –  Schweden 3:2

### Finale
- Dänemark –  England 5:0
- Dänemark,  England und  Niederlande qualifiziert für das Finale
- Ungarn und  Slowakei gemeldet, aber nicht gestartet

## Qualifikationsrunde Manila

### Vorrunde

#### Gruppe A
- Singapur –  Australien 4:1
- Singapur –  Mauritius 5:0
- Singapur –  Philippinen 4:1
- Australien –  Mauritius 5:0
- Australien –  Philippinen 3:2
- Philippinen –  Mauritius 4:1

#### Gruppe B
- Malaysia –  Indien 4:1
- Malaysia –  Sri Lanka 5:0
- Indien –  Sri Lanka 5:0

### Halbfinalrunde

#### Gruppe X
- Volksrepublik China –  Japan 5:0
- Volksrepublik China –  Malaysia 5:0
- Volksrepublik China –  Neuseeland 5:0
- Japan –  Malaysia 5:0
- Japan –  Neuseeland 4:1
- Neuseeland –  Malaysia 3:2

#### Gruppe Y
- Südkorea –  Kanada 5:0
- Südkorea –  Chinesisch Taipeh 5:0
- Südkorea –  Singapur 5:0
- Chinesisch Taipeh –  Kanada 5:0
- Chinesisch Taipeh –  Singapur 5:0
- Kanada –  Singapur 3:2

### Halbfinale
- Südkorea –  Japan 4:1
- Volksrepublik China –  Chinesisch Taipeh 5:0

### Spiel um Platz 3
- Japan –  Chinesisch Taipeh 4:1

### Finale
- Volksrepublik China –  Südkorea 3:2
- Volksrepublik China,  Südkorea und  Japan qualifiziert für das Finale.
- Macau,  Nigeria,  Pakistan und  Thailand gemeldet, aber nicht gestartet

## Endrunde

### Gruppe A
- Volksrepublik China –  Dänemark 5:0
- Volksrepublik China –  Hongkong 5:0
- Volksrepublik China –  Japan 4:1
- Dänemark –  Hongkong 4:1
- Dänemark –  Japan 5:0
- Japan –  Hongkong 5:0

### Gruppe B
- Indonesien –  England 5:0
- Indonesien –  Südkorea 3:2
- Indonesien –  Niederlande 3:2
- Südkorea –  England 4:1
- Südkorea –  Niederlande 5:0
- England –  Niederlande 4:1

### K.-o.-Runde
|  | Halbfinale          | Halbfinale |            |                     | Finale | Finale |
|  |                     |            |            |                     |        |        |
|  |                     |            |            |                     |        |        |
|  | Indonesien          | 4          |            |                     |        |        |
|  | Dänemark            | 1          |            |                     |        |        |
|  |                     |            | Indonesien | 1                   |        |        |
|  |                     |            |            | Volksrepublik China | 4      |        |
|  | Volksrepublik China | 5          |            |                     |        |        |
|  | Südkorea            | 0          |            |                     |        |        |
|  |                     |            |            |                     |        |        |